# Vira Narendra Sinha
Sri Vira Parakrama Narendra Sinha, o simplement Vira Narendra Sinha (també Kundasala pel nom del suburbi que va fer construir a la ciutat de Senkadagala), fou rei de Uda Rata (1707-1739), fill i successor de Vimaladharmasurya II.
A la mort de Vimaladharmasurya II el 4 de juny de 1707 el va succeir el seu fill Sri Vira Parakrama Narendra Sinha o Vira Narendra Sinha, de 17 anys. El Mahavansa el descriu com virtuós i sembla que fou molt religiós. Igual que el seu pare va viure en pau amb els holandesos (als que va deixar tota la costa) i es va dedicar a la literatura i la religió. Va fer dos pelegrinatges a la dagoba de Mahiyangana i va fer festivals i ofrenes; també va pelegrinar al Pic d'Adam i va fer un edifici de dos pisos per la Dent Sagrada a la capital. Va conferir especials favors al poeta i novici Saranankara. Els monjos van compondre a petició seva el llibre dit Sarattha Sangaha (amb 11.000 ganthes) i va traduir al singalès el Maha Bodhivansa i el Bhesajja Manjusa, una obra mèdica; a més va compilar l'obra històrica dita el Rajaratnacara i el Warayoga-sare, una obra mèdica. Es va casar amb una princesa de la dinastia nayak de Madurai però no va tenir fills.
Va morir el 1742 i el va succeir el seu cunyat Sri Vijaya Raja Sinha.